# Shuangfeng
Shuangfeng (双峰县,  Shuāngfēng Xiàn) ist ein Kreis der bezirksfreien Stadt Loudi im Zentrum der chinesischen Provinz Hunan. Die Fläche beträgt 1.713 Quadratkilometer und die Einwohnerzahl 827.400 (Stand: Ende 2018).
Die ehemalige Residenz von Zeng Guofan (Fuhou tang 富厚堂) steht seit 2006 auf der Liste der Denkmäler der Volksrepublik China (6-1005).